# IPod

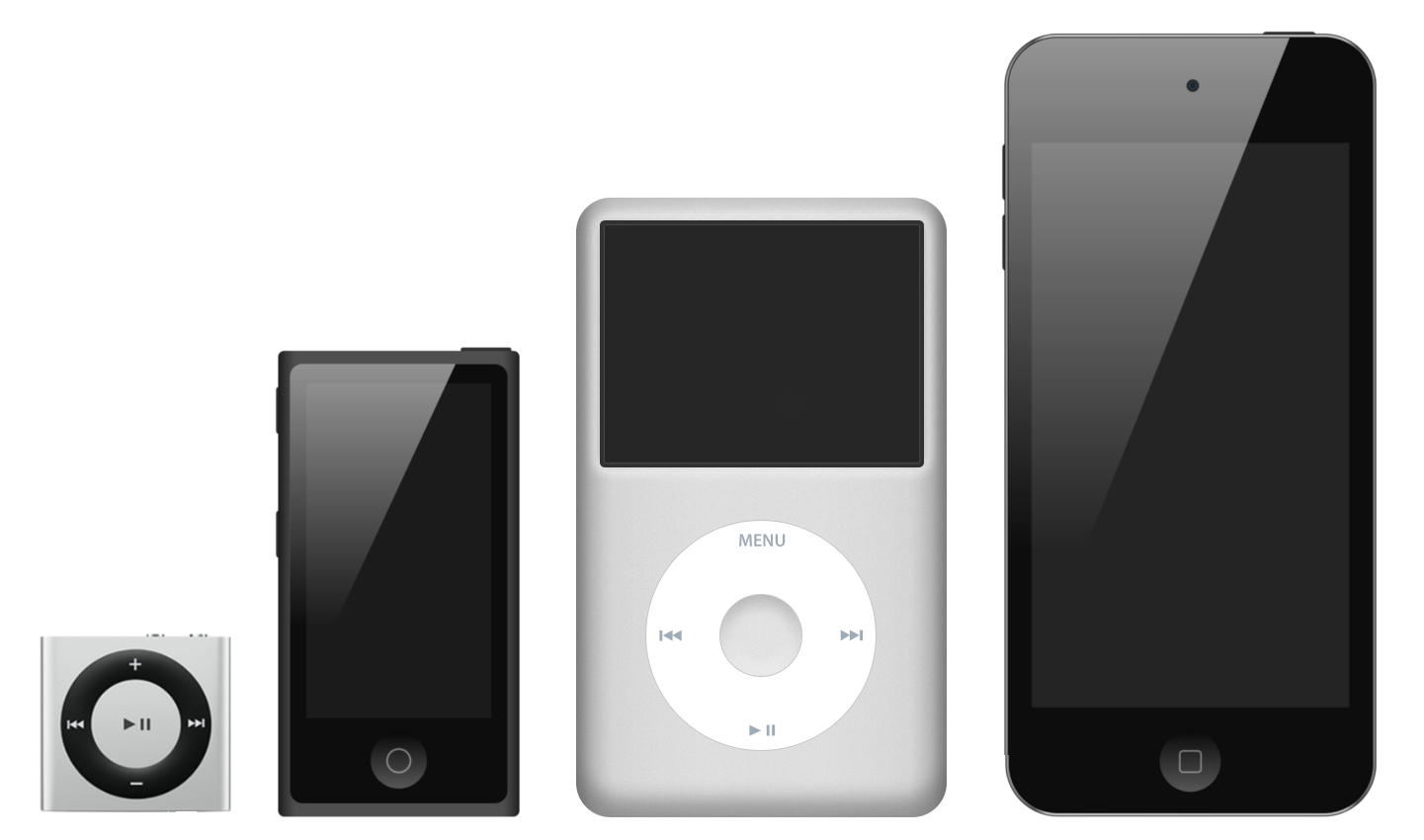
Линейка iPod 2012 года; слева направо: iPod shuffle, iPod nano, iPod classic, iPod touch

iPod (МФА: [ˈaɪˌpɔd], от англ. pod — капсула, отделяемый отсек) — торговая марка серии портативных медиапроигрывателей компании Apple, в качестве носителя данных использующих флеш-память или, в ряде моделей, жёсткий диск (самый известный — iPod classic). Дебют бренда состоялся 23 октября 2001 года. На пресс-конференции «The Beat Goes On», прошедшей 5 сентября 2007 года в Сан-Франциско, Стив Джобс сообщил, что на тот момент было продано 110 млн плееров iPod.
Вместе с выходом концепции нового плеера Стив Джобс придумал слоган для него: «1000 songs in your pocket» (1000 песен у Вас в кармане). Поэтому ему не хотелось связывать название плеера с музыкой или песнями. В то же время на своих первых презентациях он часто использовал образ компьютера, как некоторого порта, к которому подключаются разные устройства. В это время один из фрилансеров-копирайтеров Винни Чико (Vinnie Chieco) представлял себе такой порт в виде космического корабля, а когда он увидел первый прототип плеера, он вспомнил о словах из фильма «Космическая одиссея 2001 года»: «Open the pod bay doors!» (Открыть двери отсека для капсул!). Капсула (англ. pod) как раз и может покидать корабль, но должна возвращаться на него. Таким образом добавив букву «i», которая уже была использована в iMac, Винни Чико получил название iPod.
В настоящее время линейка состоит из единственной модели iPod touch 7 поколения. К бывшим сериям, производство которых прекращено, относятся iPod nano, безэкранные iPod shuffle, iPod mini (его заменил iPod nano), а также iPod photo (был переработан и включён в основную линейку iPod classic) и iPod classic. Модели iPod classic использовали для хранения информации встроенный жёсткий диск, в то время как все остальные (кроме mini, использующего накопитель Microdrive) используют флеш-память, благодаря чему имеют миниатюрный размер. Плееры iPod поддерживают подключение к компьютеру по USB-интерфейсу, но загрузку музыки для последующего воспроизведения на плеере официально разрешено осуществлять только при помощи программы iTunes, доступной только для операционных систем Windows и Mac OS.
10 мая 2022 года Apple прекратила производство iPod touch, последнего оставшегося продукта в линейке iPod, тем самым прекратив выпуск линейки.

## iPod

### Первое поколение. iPod with scroll wheel.
Дата выхода — 23 октября 2001 года. Существовала только версия для Mac OS.
- Объём диска — 5 и 10 Гб
- Файловая система — HFS
- Размеры — 100×62×18 мм (совпадает с размером двух компакт-кассет, сложенных стопкой друг на друга)
- Вес — 184 г
- Поддерживаемые форматы — WAV, AIFF, MP3, AAC
- Время автономной работы — 12 часов
- Интерфейс соединения с компьютером — FireWire

### Второе поколение. iPod with touch wheel
Дата выхода — 17 июля 2002 года. Выпущено два варианта — iPod for Windows и iPod for Mac OS.
- Объём диска — 10 или 20 Гб
- Файловая система — HFS (Mac OS) и FAT (Windows).
- Интерфейс соединения с компьютером — FireWire

### Третье поколение. iPod (dock connector).
Дата выхода — 28 апреля 2003 года.
- Объём диска — 10, 15 и 30 Гб, затем 15, 20 и 40 Гб
- В комплекте прилагался чехол с клипсой для ношения на поясе, наушники, пульт управления (проводной), кабель firewire-30pin, переходник firewire (6pin-4pin), две заглушки на фирменный 30pin-порт, адаптер питания от сети с переходником под розетку страны, в которую поставлялся iPod, док-станция (кроме модели на 10гб).
- Время автономной работы — 8 ч
- Интерфейс соединения с компьютером — FireWire, а также опционально (через переходник) USB

### Четвёртое поколение. iPod (click wheel).
Дата выхода — июль 2004 года.
В версиях 2004 года использовался монохромный экран. В версиях 2005 года — цветной экран (65 тыс. цветов). 4-е поколение без цветных дисплеев полностью снято с производства в июне 2005.
- Объём диска — 20 или 40 Гб (2004), 30 или 60 Гб (2005)
- Размеры — 104×61×14(15) мм (2004), 104×61×16(19) мм
- Вес — 158/170 г (2004), 167/187 г (2005)
- Время автономной работы — 12 часов (2004), 15 часов (2005)
- Интерфейс соединения с компьютером — FireWire или USB

### Пятое поколение / iPod video
Дата выхода — 12 октября 2005 года.
- Объём диска — 30, 60 или 80 Гб
- Размеры — 104×62×11 мм (30 Гб), 104×62×14 мм (60 и 80 Гб)
- Вес — 138 г (30 Гб), 157 г (60 и 80 Гб)
- Время автономной работы — 14 часов (30 Гб), 20 часов (60 и 80 Гб)
- Интерфейс соединения с компьютером — USB

### Шестое поколение / iPod classic
Дата выхода — 5 сентября 2007 года.
- Номера моделей:
  - A1136, MA448LL/A — объём диска 80 Гб
  - A1238, MB145LL/A — объём диска 120 Гб
  - A1238, MB562LL/A — объём диска 160 Гб.
- Размеры — 103,5×61,8×10,5 мм (80 и 120 Гб), 104×62×13,5 мм (160 Гб)
- Вес — 140 г (80 и 120 Гб), 162 г (160 Гб)
- Время автономной работы — 30 часов аудио, 5 часов видео (80 Гб), 36 часов аудио, 6 часов видео (120 Гб и 160 Гб 2009), 40 часов аудио, 7 часов видео (160 Гб 2007)
- Интерфейс соединения с компьютером — USB 2.0
- Корпус выполнен из алюминия и нержавеющей стали
- Использование Cover Flow

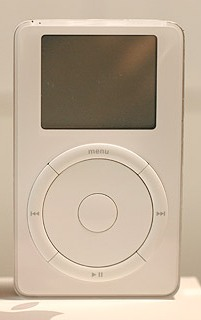
iPod первого поколения
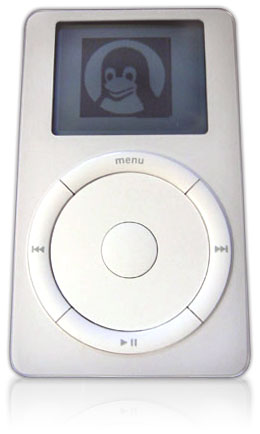
iPod с запущенной операционной системой GNU/Linux. Второе поколение
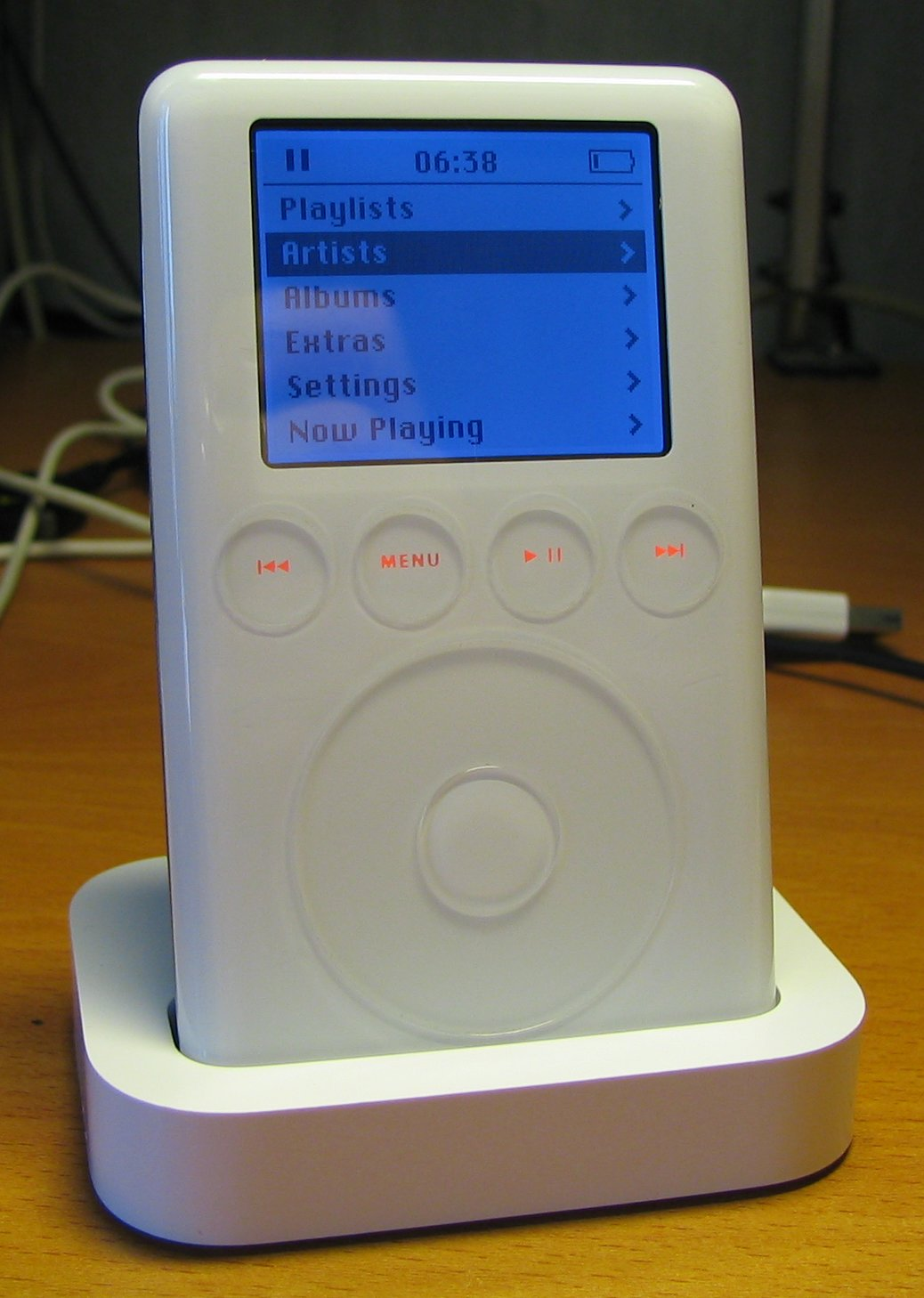
iPod в Dock-станции. Третье поколение
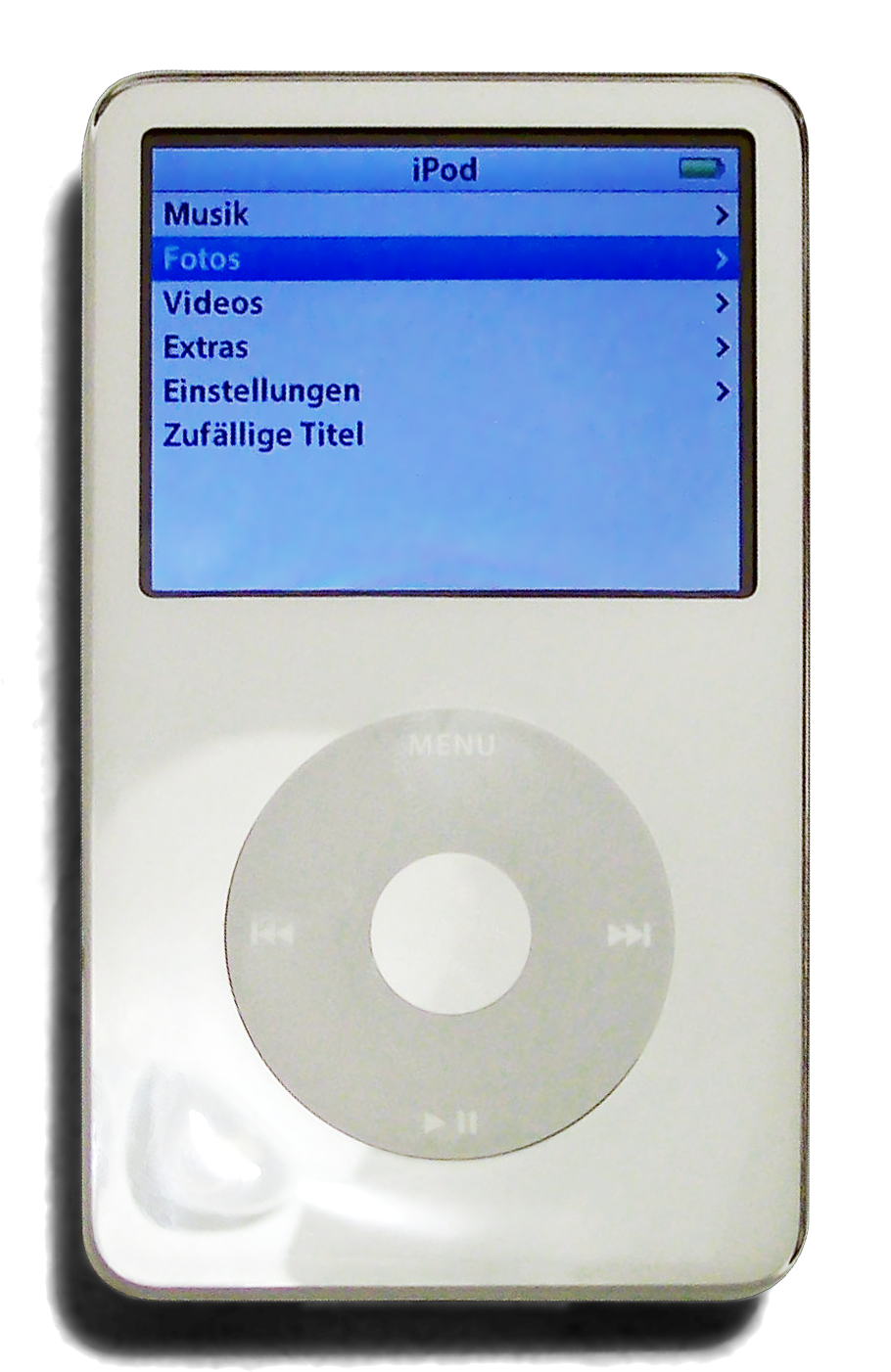
iPod. Пятое поколение
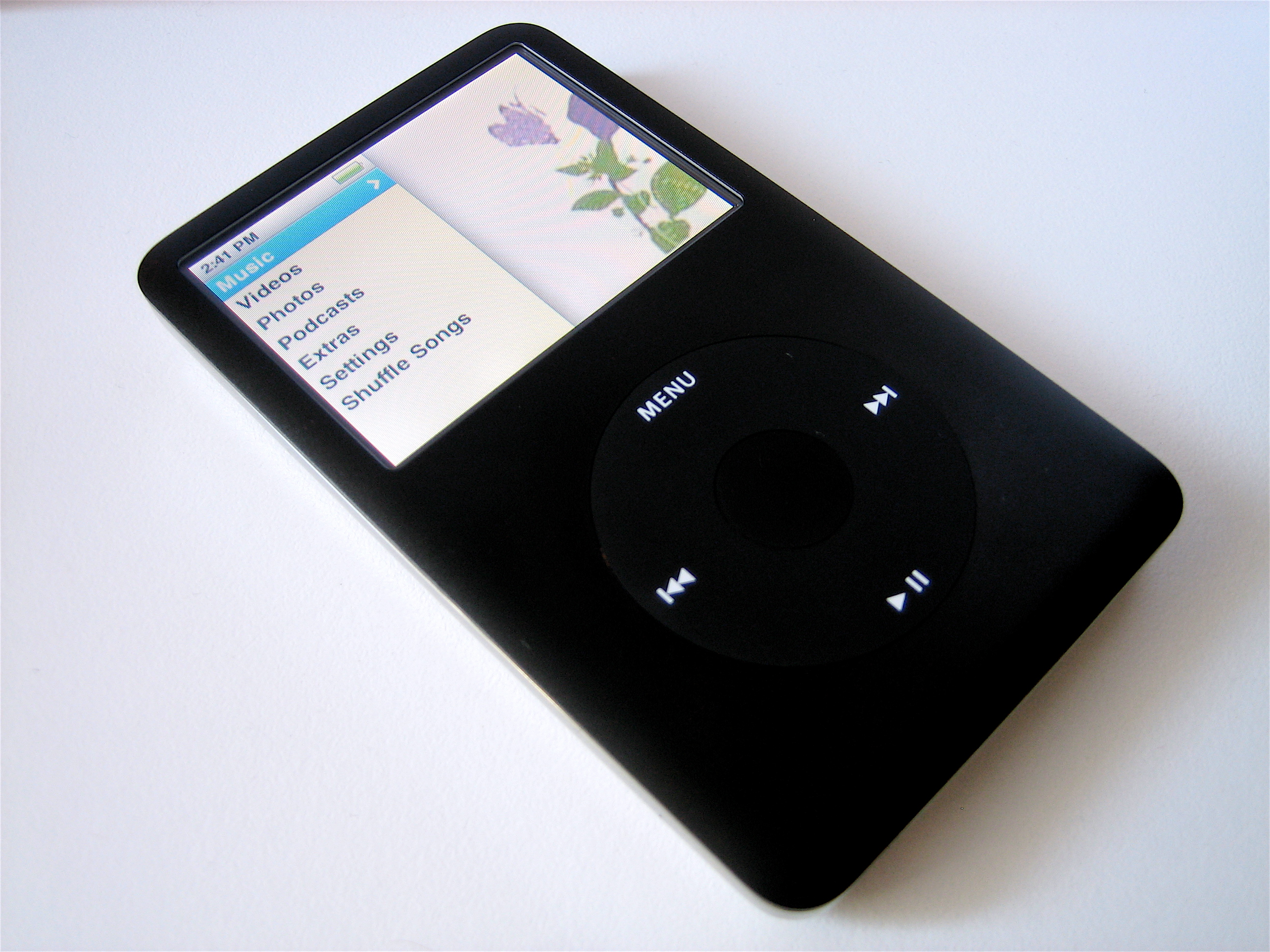
iPod. Шестое поколение

## iPod mini

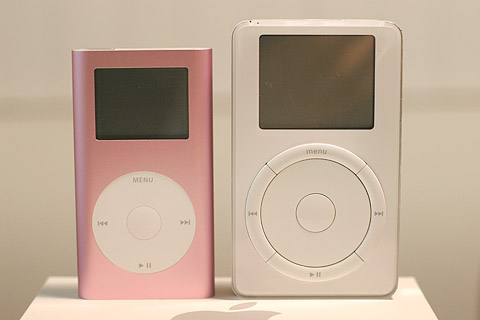
Сравнение размеров iPod mini и iPod. Первое поколение

### Первое поколение
Дата выхода — 6 января 2004 года.
- Объём диска — 4 Гб
- Размеры — 91×51×13 мм
- Вес — 103 г
- Время автономной работы — 8 ч
- Цвет — Серый, зелёный, синий, розовый и золотой
- Интерфейс соединения с компьютером — USB и FireWire

Снят с производства в марте 2004 года.

### Второе поколение
Дата выхода — 22 февраля 2005 года.
- Объём диска — 4 и 6 Гб
- Размеры — 91×51×13 мм
- Вес — 103 г
- Время автономной работы — 18 ч
- Цвет — Серый, зелёный, синий и розовый
- Интерфейс соединения с компьютером — USB и FireWire

Снят с производства в сентябре 2005 года.

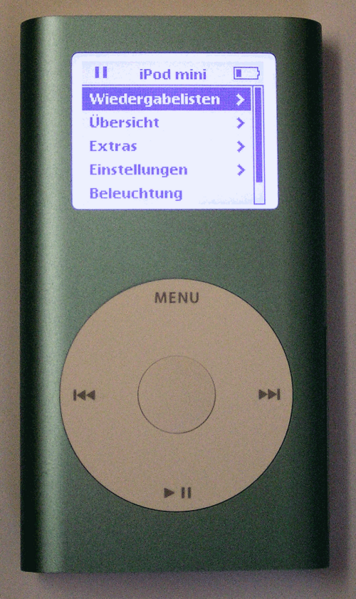
iPod mini. второе поколение
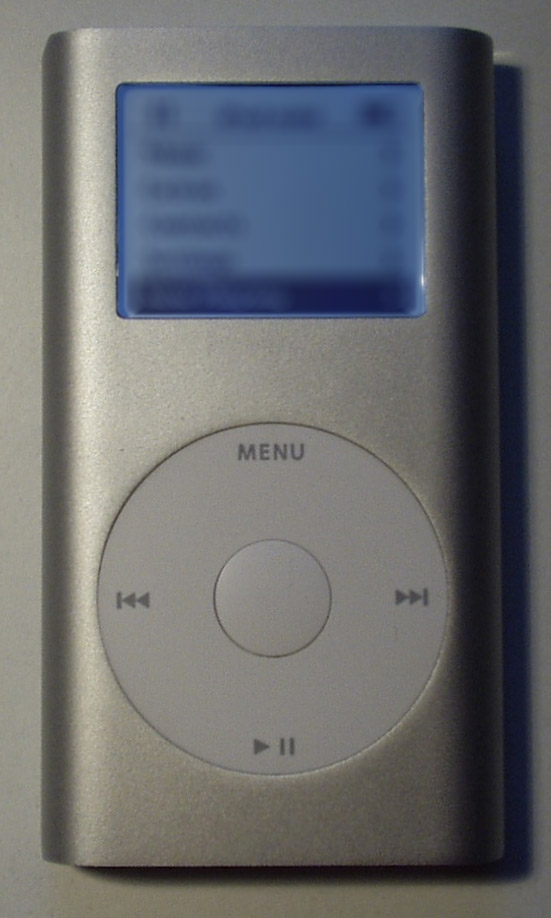
iPod mini. Второе поколение

## iPod shuffle

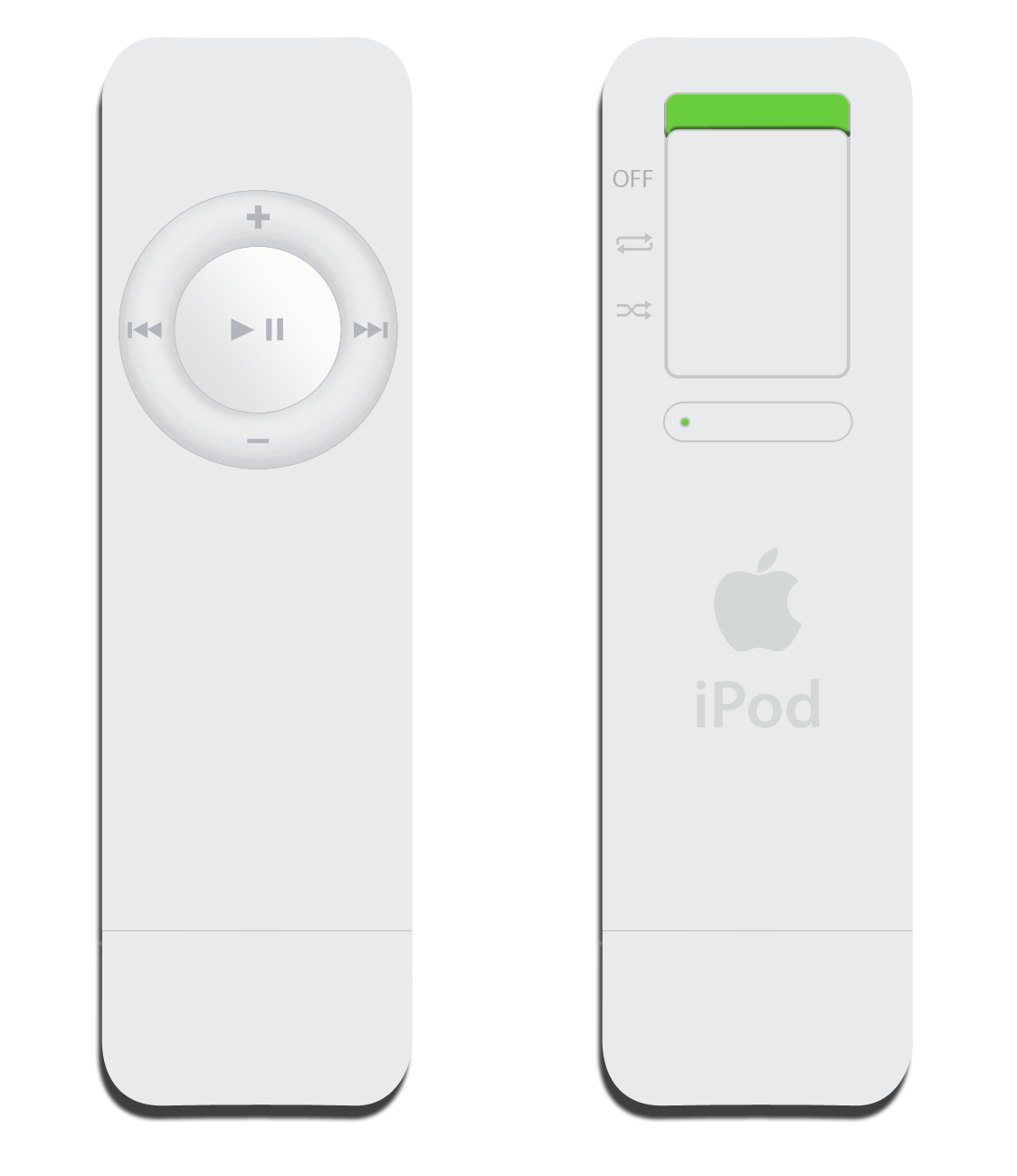
iPod shuffle 1-го поколения

iPod shuffle — миниатюрный музыкальный проигрыватель компании Apple, в качестве носителя данных использующий флеш-память. Отличается от других плееров компании отсутствием дисплея.

## iPod nano

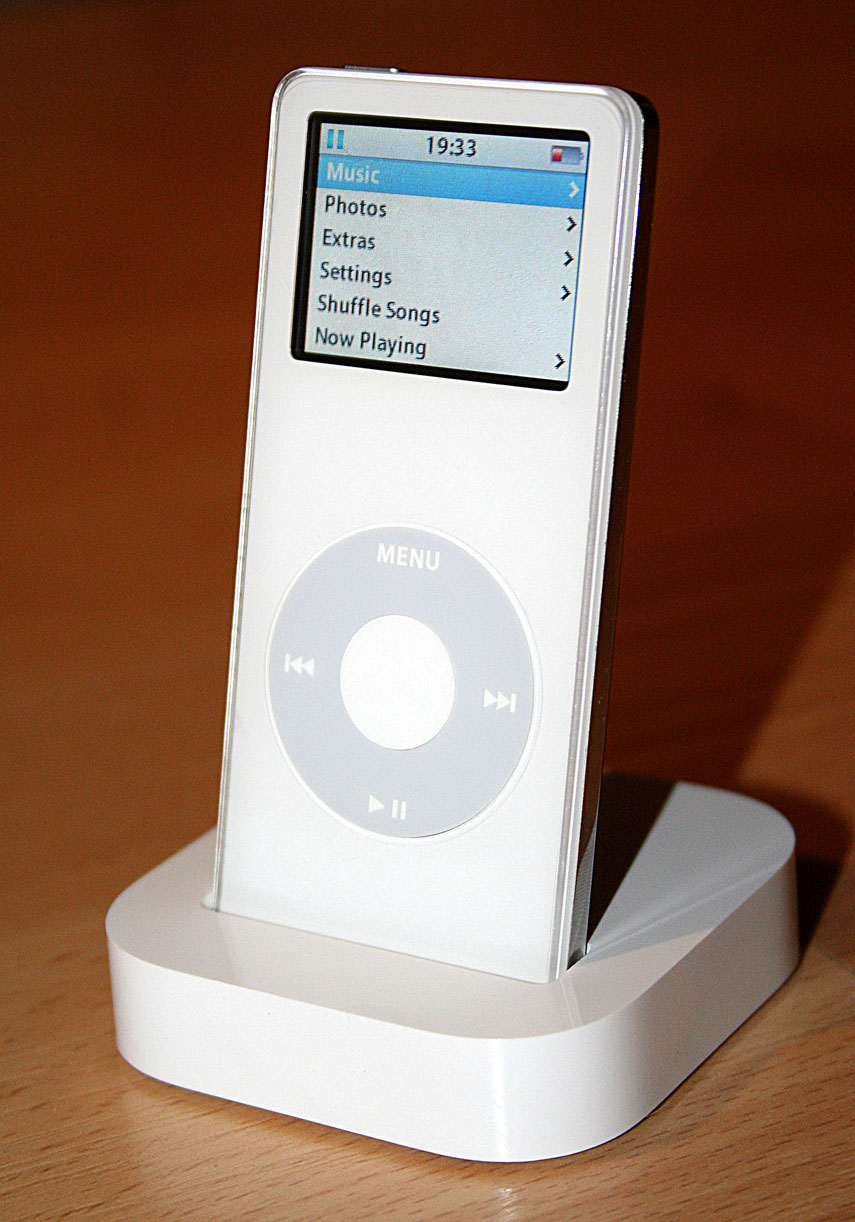
iPod nano в Dock-станции (первое поколение)

iPod nano — четвёртый цифровой аудиоплеер, выпущенный компанией Apple. Он был представлен 7 сентября 2005 года и сочетает в себе особенности iPod shuffle и iPod. Предназначался для замены iPod mini, разработка которого была прекращена. Эта замена удивила публику, поскольку, хотя и были слухи о выпуске нового плеера на основе флеш-памяти, не было никаких сведений о том, что производство популярного iPod mini будет прекращено.

## iPod touch

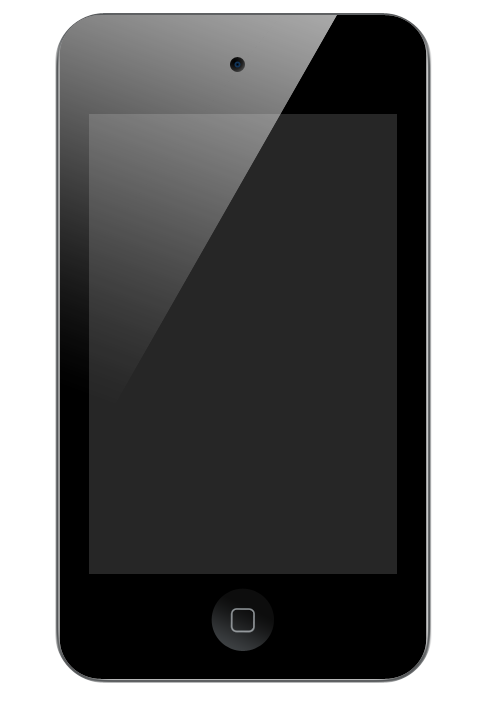
iPod Touch 4-го поколения

iPod touch — портативный мультимедийный проигрыватель из серии iPod компании Apple. От других плееров серии отличается наличием Wi-Fi и App Store.
Анонс плеера iPod touch произошёл на пресс-конференции «The Beat Goes On», прошедшей 5 сентября 2007 года в Сан-Франциско. Плеер представлял Стив Джобс, бывший глава компании Apple. Выпуск этой модели плеера прошёл в рамках обновления всей линейки плееров iPod. Представлено было две версии плеера: с 8 и 16 Гб встроенной памяти. Позднее, в 2008 году, появилась модель с объёмом памяти 32 Гб, а в 2009 году — с 64 Гб.
В США и России в продаже (2020 год) доступны модели iPod Touch: 32 GB, 128 GB, 256 GB.

## Проблемы совместимости
В отличие от других mp3-плееров, iPod требует для закачивания музыки установить специальную программу — iTunes. Альтернативные решения существуют, но не поддерживаются Apple. В то же время многие другие плееры позволяют записывать на них музыку, как на любой съемный диск, без каких-либо специальных программ.
iPod позиционируется как продукт, совместимый с ОС Microsoft Windows. В то же время когда была выпущена ОС Windows Vista, iPod не мог работать с этой ОС. Позже (22 мая 2007) эта проблема была решена.
Совместимость с ОС Linux и FreeBSD реализована через утилиту gtkpod. Однако, Apple не только не предоставляет необходимой документации для написания таких программ, но и шифрует протокол обмена данными плеера с компьютером и даже угрожает судебными преследованиями за его обратную разработку.